# Kościół Najświętszej Maryi Panny Królowej Świata w Uniborzu
Kościół Najświętszej Maryi Panny Królowej Świata w Uniborzu – rzymskokatolicki kościół filialny zlokalizowany w południowej części wsi Unibórz (powiat kamieński, województwo zachodniopomorskie), przy drodze w kierunku Ościęcina.

## Historia
W miejscu obecnej świątyni stał kościół staroluterański, który spłonął w pożarze w 1875 wraz z większością zabudowy wiejskiej. Obecna murowana świątynia z cegły został wzniesiona w tym samym miejscu w 1876 roku w stylu neogotyckim. Upamiętnia to data wymalowana na balustradzie chóru wewnątrz obiektu. Był to nadal kościół staroluterański. Jako katolicki został poświęcony w 1956.

## Architektura
Jest to świątynia neogotycka, nieotynkowana, wzniesiona na planie prostokąta z wydzielonym prezbiterium, które jest trójbocznie zamknięte, z niewielką kruchtą przy wejściu oraz półeliptyczną apsydą.
Konstrukcja jest wykonana z czerwonej cegły, a dwuspadowy dach pokryty jest dachówką.
Wysokie okna zakończone są łukiem. Prezbiterium oddzielone jest od reszty kościoła podwyższeniem. 

## Wyposażenie
W ołtarzu umieszczono obraz Matki Boskiej z Dzieciątkiem, na którym Maryja ukazana jest frontalnie, z Dzieciątkiem na lewym ramieniu i berłem w prawej dłoni. Jezus trzyma jabłko. Obie postacie mają na głowach korony. Pod obrazem znajduje się malowane  tabernakulum, zdobione greckimi literami Alfa i Omega, stanowiącymi symbol początku i końca wszystkiego. Po bokach tabernakulum wiszą obrazy świętych Maksymiliana Kolbego i Stanisława Kostki. Nad prezbiterium wisi drewniany krucyfiks. W lewej części prezbiterium znajduje się drewniana ambona stojąca na filarze i wyposażona w schody. W świątyni umieszczono także stacje Drogi Krzyżowej.

## Otoczenie
Przy kościele stoi krzyż misyjny z tabliczkami informującymi o datach misji.